# Domingo García Rada
Domingo Demetrio García Rada (Lima, 20 de diciembre de 1912-Lima, 6 de septiembre de 1994) fue un magistrado, jurista y catedrático peruano. Fue presidente de la Corte Suprema (1967-1968) y el Jurado Nacional de Elecciones (1980-1985).

## Biografía
Nacido en Lima, sus padres fueron Lizandro E. García Corrochano y María Rada y Paz-Soldán. Su madre era nieta del político Pedro Paz Soldán y Ureta y bisnieta del prócer José Hipólito Unanue. 
Realizó sus estudios escolares en el Colegio de la Inmaculada. En 1930 ingresó a la Universidad Mayor de San Marcos, pero al ser esta clausurada en 1932 se trasladó a la Universidad Católica del Perú, por la que obtuvo el título de abogado (1942) con una tesis sobre la propiedad horizontal. Obtuvo el grado de doctor en Derecho en 1943 en la Universidad Católica. Su tesis doctoral fue publicada en 1944 con el título del Poder Judicial.
En 1942 contrajo matrimonio con Mercedes Sofía Belaúnde Yrigoyen, hija del diplomático Víctor Andrés Belaúnde. Entre sus hijos estuvieron el constitucionalista Domingo García Belaúnde, el diplomático José Antonio García Belaúnde y el político Víctor Andrés García Belaúnde.

### Carrera judicial
Desde 1940 fue sucesivamente secretario de la Corte Suprema, juez instructor de Lima (1944), vocal de la Corte Superior de Lima (1949).
En 1957, el Congreso de la República lo eligió vocal titular de la Corte Suprema, nombramiento publicado en la Resolución Legislativa 12853. En 1967 fue elegido presidente de la Corte Suprema, cargo que ocupó hasta 1968, cuando el recién instaurado Gobierno militar lo separó del Poder Judicial.
En 1979 una disposición de la Constitución de ese año lo reincorporó al Poder Judicial y al año siguiente la Corte Suprema lo nombró su delegado en el Jurado Nacional de Elecciones, del que fue elegido presidente. 
El 24 de abril de 1985, fue víctima de un atentado terrorista por Sendero Luminoso cuando su auto fue interceptado en San Isidro, Lima, recibiendo dos balas en la cabeza y una en el brazo izquierdo. Poco tiempo después renunció a su cargo de presidente del JNE. Falleció en 1994, producto de las secuelas del ataque senderista.

### Labor académica
Fue profesor principal de Historia del Derecho en San Marcos (1952-1982) y decano de las facultades de Derecho en la Pontificia Universidad Católica (1956-1958) y la Universidad San Martín de Porres (1976).

## Publicaciones
- Poder Judicial. 1944
- Instituciones de Derecho Procesal Penal. 1965
- El inculpado. 1967
- La Instrucción I. 1967
- La Instrucción II. 1968
- La prueba. 1968
- Manual de Derecho Procesal Penal. 1970
- Sociedad anónima y delito. 1973
- El delito tributario. 1975
- Memorias de un juez. 1978